# Cardes
Cardes es un lugar que pertenece a la parroquia de Cangas de Onís en el concejo homónimo (Principado de Asturias). Se encuentra a 150 m s. n. m. y está situada a 2,80 km de la capital del concejo, la ciudad de Cangas de Onís. 

## Población
En 2020 contaba con una población de 39 habitantes (INE, 2020) repartidos en un total de 45 viviendas (SADEI, 2010).